# Тюфякин, Никита Васильевич
Князь Никита Васильевич Тюфякин († после 1598) — воевода в царствование Ивана Грозного и Фёдора Иоанновича.
Рюрикович в XXI колене, старший сын дмитровского дворянина князя Василия Борисовича Тюфяки Оболенского. Старшие братья — князья Михаил, Василий, Фёдор и Семён.

## Биография
28 апреля 1555 года князь Никита Васильевич Тюфякин вместе с братьями Василием и Фёдором присутствовал на свадьбе удельного князя Владимира Андреевича Старицкого (двоюродного брата царя Ивана Грозного) с княжной Евдокией Романовной Одоевской.
В 1576 годах командовал большим полком в судовой рати, шедшей «по крымским вестем» в Калугу. В 1585 году упоминается среди «голов с сотнями» в царском полку во время похода на Ливонию. В том же 1585 году — второй воевода большого полка в Туле, вскоре отпущен в Москву. В июне 1587 года отправлен в Коломну обревизовать сторожевой полк.
Осенью 1591 года стоял «по татарским вестем» с полком левой руки «на берегу», в Кашире. Зимой 1594-1595 года служил воеводой в Ладоге «и февраля … для болезни отпущен в Москву».
В 1598 году во время похода царя Бориса Годунова на Серпухов против крымских татар оставлен в Москве, воеводой в Новом Деревянном городе.
От брака с некой Марией оставил единственного сына Петра, умершего бездетным.